# Benoît Paire
Benoît Paire (n. 8 mai 1989, Avignon, Grand Avignon⁠(d), Franța) este un jucător profesionist de tenis din Franța, clasat pe locul 19 în lume. Cea mai bună clasare a carierei a fost locul 18 mondial. A câștigat 3 titluri ATP la simplu.  

## Legături externe
- en Benoît Paire la Association of Tennis Professionals